# Pinch Hitter
Ein Pinch Hitter, abgekürzt PH (dt.: Einwechsel-Schlagmann), ist im Baseball ein Reservespieler, der nicht von Anfang an in der Schlagreihenfolge eingeteilt ist, aber einen Mitspieler ersetzt, der eigentlich laut Reihenfolge als nächster Batter vorgesehen wäre.
Pinch Hitter werden meist bei einem Rückstand gebracht, wenn ein Team eher eigene Hits sammeln muss, als gegnerische Punkte zu verhindern. Pinch Hitter sind daher in der Regel offensiv stärker als defensiv. Sie sind meist Reserve-Infielder oder -Outfielder, da ein Baseball-Team in der Regel nicht die schwer ersetzbaren Catcher oder Pitcher für diese Rolle verwendet. Eine ähnliche Rolle nehmen Pinch Runner ein, die Mitspieler ersetzen, die sich bereits auf einer Base befinden.

## Luftfahrt
In der Luftfahrt spricht man von einem Pinch Hitter, wenn eine Person ohne Fluglizenz oder Mustererfahrung ein Flugzeug in einer Notsituation übernimmt, um eine Not- oder Außenlandung vorzunehmen. Hierfür werden spezielle Schulungen angeboten.